# USS Swearer (DE-186)
USS Swearer (DE-186) là một tàu hộ tống khu trục lớp Cannon từng phục vụ cùng Hải quân Hoa Kỳ trong Chiến tranh Thế giới thứ hai. Nó là chiếc tàu chiến duy nhất của Hải quân Hoa Kỳ được đặt cái tên này, theo tên Đại úy Hải quân Walter John Swearer (1909-1942), người đã phục vụ trên tàu sân bay Enterprise (CV-6) và đã tử trận trong Trận chiến quần đảo Santa Cruz vào ngày 26 tháng 10, 1942. Nó đã phục vụ cho đến khi chiến tranh kết thúc, xuất biên chế năm 1946, rồi được chuyển cho Hải quân Pháp năm 1950, và tiếp tục phục vụ như là chiếc Bambara (F719) cho đến năm 1959. Con tàu bị tháo dỡ sau đó. Swearer được tặng thưởng chín Ngôi sao Chiến trận do thành tích phục vụ trong Thế Chiến II.

## Thiết kế và chế tạo
Lớp Cannon có thiết kế hầu như tương tự với lớp Buckley dẫn trước; khác biệt chủ yếu là ở hệ thống động lực Kiểu DET (diesel electric tandem). Các động cơ diesel đặt nối tiếp nhau dẫn động máy phát điện để cung cấp điện năng quay trục chân vịt cho con tàu. Động cơ diesel có ưu thế về hiệu suất sử dụng nhiên liệu, giúp cho lớp Cannon cải thiện được tầm xa hoạt động, nhưng đánh đổi lấy tốc độ chậm hơn.
Vũ khí trang bị bao gồm ba pháo 3 in (76 mm)/50 cal trên tháp pháo nòng đơn có thể đối hạm hoặc phòng không, một khẩu đội pháo phòng không Bofors 40 mm nòng đôi và tám pháo phòng không Oerlikon 20 mm. Vũ khí chống ngầm bao gồm một dàn súng cối chống tàu ngầm Hedgehog Mk. 10 (có 24 nòng và mang theo 144 quả đạn); hai đường ray Mk. 9 và tám máy phóng K3 Mk. 6 để thả mìn sâu. Con tàu vẫn giữ lại ba ống phóng ngư lôi Mark 15 21 inch (533 mm). Thủy thủ đoàn đầy đủ bao gồm 15 sĩ quan và 201 thủy thủ.
Swearer được đặt lườn tại xưởng tàu của hãng Federal Shipbuilding and Drydock Company ở Newark, New Jersey vào ngày 12 tháng 8, 1943. Nó được hạ thủy vào ngày 31 tháng 10, 1943, được đỡ đầu bởi bà Walter F. Swearer, và nhập biên chế cùng Hải quân Hoa Kỳ tại Xưởng hải quân New York vào ngày 23 tháng 11, 1943 dưới quyền chỉ huy của Hạm trưởng, Đại úy Hải quân Kenneth N. Hannan.

## Lịch sử hoạt động

### USSSwearer

#### 1944
Sau khi hoàn tất việc chạy thử máy huấn luyện tại khu vực Bermuda và sửa chữa sau chạy thử máy vào giữa tháng 1, 1944, Swearer khởi hành từ New York vào ngày 19 tháng 1 để đi sang khu vực Mặt trận Thái Bình Dương. Nó hộ tống một đoàn tàu chở quân đi đến vùng kênh đào Panama, băng qua kênh đào vào cuối tháng 1, rồi tiếp tục hành trình hướng sang quần đảo Hawaii. Sau khi đi đến Trân Châu Cảng vào ngày 15 tháng 2, con tàu được sửa chữa và huấn luyện cho đến ngày 29 tháng 2, khi nó lên đường hộ tống một đoàn tàu vận tải đi ngang qua Kwajalein để hướng sang Eniwetok, đến nơi vào ngày 8 tháng 3. Trong gần một năm tiếp theo, nó đã đảm nhiệm vai trò hộ tống vận tải tại khu vực chiến trường Trung tâm Thái Bình Dương, chủ yếu tại khu vực các đảo san hô Eniwetok và Ulithi, trong nhiệm vụ hộ tống các tàu tiếp liệu phục vụ cho hạm đội đang tác chiến.
Trong tháng 3 và tháng 4, Swearer hỗ trợ cho các chiến dịch không kích lên Palau, Yap, Woleai, Truk, Satawan và Ponape. Vào đầu tháng 4, nó cũng tháp tùng bảo vệ các tàu sân bay hộ tống vận chuyển máy bay bổ sung, rồi khởi hành từ Manus đi đến điểm hẹn gặp các tàu sân bay hạm đội đang hoạt động tại khu vực Tây New Guinea. Con tàu trải qua một tháng được sửa chữa tại Trân Châu Cảng trước khi quay lại nhiệm vụ hộ tống các đội tiếp liệu, và từ tháng 6 đến tháng 8 đã hỗ trợ cho Chiến dịch quần đảo Mariana. Chuyển xuống phía Nam và đi đến Manus, nó tiếp tục hỗ trợ các tàu sân bay hộ tống hoạt động tác chiến tại khu vực Tây quần đảo Caroline và sau đó tại Leyte, Philippines. Đến tháng 11, con tàu quay lại vai trò hộ tống các đội tiếp liệu trong các chiến dịch đổ bộ tại Luzon, Philippines cũng như các chiến dịch không kích dọc bờ biển Nam Trung Quốc, Đài Loan và quần đảo Ryukyu.

#### 1945
Sau khi được sửa chữa và bảo trì tại Ulithi thuộc khu vực Tây Caroline từ ngày 21 tháng 1 đến ngày 6 tháng 2, 1945, Swearer gia nhập một đoàn tàu vận tải để tham gia cuộc đổ bộ lên Iwo Jima. Đoàn tàu dừng lại tại Guam trong một tuần trước khi0i đến ngoài khơi vào đúng ngày đổ bộ 19 tháng 2. Nó đã tuần tra để bảo vệ khu vực vận chuyển trong năm ngày, và chống trả các cuộc không kích của đối phương, trước khi lên đường vào ngày 23 tháng 2 để quay trở lại vịnh Leyte, Philippines.
Swearer đã ở lại vịnh San Pedro, Philippines cho đến ngày 19 tháng 3 nhằm chuẩn bị cho cuộc đổ bộ lên Okinawa. Nó đã hộ tống cho một đoàn tàu vận chuyển lực lượng và tiếp liệu đi từ Leyte đến Kerama Retto, Okinawa từ ngày 19 đến ngày 26 tháng 3, và đã ở lại khu vực quần đảo Ryukyu trong suốt ba tháng tiếp theo để tuần tra, bảo vệ, hộ tống cũng như chống trả các đợt tấn công tự sát của máy bay Kamikaze đối phương. Vào ngày đổ bộ 1 tháng 4, con tàu bị một máy bay tiêm kích Mitsubishi A6M Zero "Zeke"tấn công, nhưng hỏa lực phòng không đã kịp thời bắn rơi đối thủ trước khi nó có thể đâm trúng con tàu. Sang ngày 16 tháng 4, nó tiếp tục bị một máy bay ném bom bổ nhào Aichi D3A "Val" tấn công, nhưng một lần nữa pháo phòng không đã kịp thời bắn hạ kẻ tấn công. Con tàu tiếp tục tuần tra tại khu vực Kerama Retto cho đến ngày 5 tháng 7, phải chịu đựng têm hai đợt tấn công cảm tử khác, bởi một máy bay ném bom vào ngày 13 tháng 5, rồi bởi một máy bay ném bom-ngư lôi vào ngày 27 tháng 6; trong cả hai lượt máy bay đối phương đều bị bắn rơi mà không gây hư hại gì cho con tàu.
Quay trở lại Eniwetok vào ngày 12 tháng 7, Swearer khởi hành vào ngày hôm sau để quay trở về Hoa Kỳ. Sau một chặng dừng tại Trân Châu Cảng, nó về đến San Diego vào ngày 27 tháng 7, và bắt đầu được đại tu. Công việc vẫn đang được thực hiện khi Nhật Bản chấp nhận đầu hàng vào ngày 15 tháng 8 giúp kết thúc cuộc xung đột. Sau khi hoàn tất sửa chữa vào cuối tháng 10, con tàu lên đường để đi sang vùng bờ Đông, băng qua kênh đào Panama vào ngày 4 tháng 11, và đi đến Norfolk, Virginia vào ngày 10 tháng 11. Di chuyển xuống phía Nam đến Green Cove Springs, Florida, chiếc tàu hộ tống khu trục được cho xuất biên chế tại đây vào ngày 25 tháng 2, 1946 và được đưa về Hạm đội Dự bị Đại Tây Dương. Tuy nhiên, những nguồn khác cho rằng con tàu chỉ được cho xuất biên chế vào ngày 27 tháng 8, 1947.

### Bambara(F-719)
Sau hơn bốn năm bị bỏ không trong thành phần dự bị, đến mùa Xuân năm 1950, Swearer được chuyển giao cho Pháp trong khuôn khổ Chương trình Viện trợ Quân sự. Con tàu được sửa chữa và tân trang tại Philadelphia, Pennsylvania, rồi nhập biên chế cùng Hải quân Pháp như là chiếc Bambara (F-719) vào ngày 16 tháng 9, 1950. Tên nó được cho rút khỏi danh sách Đăng bạ Hải quân Hoa Kỳ vào ngày 20 tháng 10, 1950. Bambara đã phục vụ cùng Hải quân Pháp cho đến khi ngừng hoạt động và bị tháo dỡ vào năm 1959.

## Phần thưởng
Swearer được tặng thưởng chín Ngôi sao Chiến trận do thành tích phục vụ trong Thế Chiến II.
|  |                                                                     |  |
|  | Silver star · Bronze star · Bronze star · Bronze star · Bronze star |  |

| Dãi băng Hoạt động Tác chiến (truy tặng) |                                                                         |                                      |
| Huân chương Chiến dịch Hoa Kỳ            | Huân chương Chiến dịch Châu Á-Thái Bình Dương với 9 Ngôi sao Chiến trận | Huân chương Chiến thắng Thế Chiến II |